# Avatar: The Way of Water
Avatar: The Way of Water (titulada Avatar: El camino del agua en Hispanoamérica y Avatar: El sentido del agua en España) es una película estadounidense perteneciente al género de cine épico, ciencia ficción y aventura dirigida, producida y coescrita por James Cameron. Es la primera de las cuatro secuelas planificadas de su película Avatar. Cameron produjo la película con Jon Landau, y Josh Friedman, originalmente anunciado como coguionista; más tarde se declaró que Cameron, Friedman, Shane Salerno, Rick Jaffa y Amanda Silver tomarían parte en el proceso de escritura de todas las secuelas antes de que se les atribuyeran guiones separados, lo que hace que los eventuales créditos de guionista no estén claros. Entre los miembros del elenco están Sam Worthington, Zoe Saldaña, Stephen Lang, Sigourney Weaver, Jack Champion, Joel David Moore, Dileep Rao, CCH Pounder y Matt Gerald.
Cameron, que había declarado en 2006 que le gustaría hacer secuelas a la película Avatar si esta tuviera éxito, anunció las dos primeras en 2010 después del éxito generalizado de la primera película, con Avatar 2 apuntando para un lanzamiento en el año 2014. Sin embargo, la necesidad de dos secuelas más y la posibilidad de desarrollar nuevas tecnologías para filmar escenas de captura de movimiento bajo el agua, una hazaña nunca antes lograda en el historial de captura de movimiento, dio lugar a demoras significativas que permitieron al equipo dedicar más tiempo en la escritura, la preproducción y los efectos visuales; los estrenos de las siguientes secuelas se lanzarían sin confirmación definitiva antes del estreno entre 2025 y 2031.
Los rodajes preliminares para la película comenzaron en Manhattan Beach, California, el 15 de agosto de 2017, seguidos del rodaje simultáneo de Avatar 3 en Nueva Zelanda el 25 de septiembre de 2017, y concluyeron a finales de septiembre de 2020.
Luego de repetidos retrasos en el calendario de estenos, Avatar: The Way of Water se estrenó en Londres el 6 de diciembre de 2022 y se estrenó en cines en los Estados Unidos el 16 de diciembre de 2022. Los críticos elogiaron la película por sus efectos visuales y logros técnicos, aunque algunos calificaron la trama como simple y criticaron su larga duración. La película recaudó 2 316 millones de dólares a nivel mundial, convirtiéndola en la tercera película más taquillera de la historia. Después de catorce días en cartelera, cruzó la marca de los mil millones de dólares más rápido que su predecesora, lo que la convierte en la sexta película más rápida en cruzar la marca de los mil millones de dólares, mientras que Avatar superó los mil millones de dólares a los 19 días. También se convirtió en la cuarta película estrenada después de la pandemia de COVID-19 en cruzar los mil millones de dólares y la película más taquillera de 2022. Organizaciones como la National Board of Review y el American Film Institute nombraron a Avatar: El camino del agua como una de las diez mejores películas de 2022. La película también recibió muchos otros premios, incluyendo el premio a mejor película de la Academia del Cine Australiano. También recibió el premio a mejor film de acción real de 2022 en los Lumiere Awards, además del premio AFI a mejor película o Top 10 movies de 2022, además de nominaciones a Mejor película dramática y Mejor director en la 80.ª edición de los Globos de Oro y cuatro nominaciones en la 95.ª edición de los Premios Óscar, incluyendo a Mejor película.

## Argumento
16 años después de que los Na'vi repelieran la primera invasión humana de Pandora, Jake Sully vive como jefe del clan Omaticaya y forma una familia con Neytiri, que incluye a sus hijos, Neteyam y Lo'ak; su hija biológica, Tuk; su hija adoptiva, Kiri (nacida del avatar Na'vi inerte de Grace Augustine); y un niño humano llamado Spider, hijo del coronel Miles Quaritch, que nació en Pandora y no pudo ser transportado a la Tierra en criostasis debido a su corta edad.
Para consternación de la tribu nativa de los Na'vi, los humanos regresan para tratar de colonizar nuevamente el planeta y después de destruir unas hectáreas de selvas de Pandora con unos cañones de plasma, construyen unas nuevas bases militares y ciudades para colonizar el planeta, incluyendo la base principal y de operaciones llamada "Ciudad Cabeza de Puente", que prepara a Pandora para ser colonizada por los humanos, ya que la Tierra agoniza por la contaminación ambiental y la falta de energía limpia. Entre los recién llegados hay recombinantes, avatares Na'vi con las mentes y recuerdos de marines fallecidos de la RDA, con el recombinante de Quaritch como líder.
Un año después del regreso de los humanos al planeta para invadir y colonizar, tomar el control de los minerales para generar energía limpia y vivir con los nuevos cuerpos recombinantes, Jake inicia una campaña de guerrilla contra las líneas de suministro de la RDA. Quaritch y sus recombinantes llevan a cabo una misión de contrainsurgencia contra Jake, capturando a sus hijos. Jake y Neytiri llegan y liberan a la mayoría de ellos, pero Spider es capturado por Quaritch, que lo reconoce como su hijo.
Decide pasar tiempo con él para atraer a Spider de su lado y, a su vez, Spider enseña a Quaritch la cultura y el idioma Na'vi. Conscientes del peligro que supone para su seguridad que Spider conozca su paradero, Jake y su familia se exilian del clan Omaticaya y se refugian en el clan de la gente del arrecife Metkayina, en la costa oriental de Pandora, donde les dan cobijo, a pesar de que algunos miembros de la tribu consideran que tienen "sangre de demonio" por su herencia genética humana. La familia aprende las costumbres de la gente del arrecife, Kiri desarrolla un vínculo espiritual con el mar y sus criaturas, y Lo'ak entabla amistad con Tsireya, la hija del jefe del clan, Tonowari, y su esposa, Ronal.
Lo'ak se pelea con el hermano de Tsireya, Aonung. Cuando vuelve para disculparse ante la insistencia de Jake, Aonung y sus amigos le incitan a un viaje al territorio de un peligroso depredador marino y le dejan abandonado. Lo'ak es salvado y entabla amistad con Payakan, un tulkun, una especie de cetáceo inteligente y pacifista al que los Metkayina consideran su familia espiritual. A su regreso, Lo'ak asume la culpa y se gana la amistad de Aonung, pero le dicen que Payakan es un paria entre los de su especie. 
En un viaje al Árbol Espiritual de los Metkayina, Kiri se enlaza con él para conocer a su madre, pero sufre un violento ataque epiléptico. Ronal la cura, pero cuando Jake pide ayuda a Norm Spellman y Max Patel, Quaritch consigue seguirles hasta el archipiélago donde vive la gente del arrecife. Llevando consigo a Spider, comanda un barco ballenero que está cazando tulkuns para recolectar sus enzimas cerebrales para crear remedios antienvejecimiento llamados amrita. Quaritch empieza a interrogar brutalmente a las tribus indígenas sobre la localización de Jake; si no lo consigue, ordena a la tripulación ballenera que mate sin miramientos a los tulkuns para sonsacar a Jake. Lo'ak enlaza mentalmente con Payakan y se entera de que el tulkun fue expulsado por ir en contra de las costumbres de su especie y atacar a los balleneros que mataron a su madre.
Cuando los Metkayina se enteran de los asesinatos de tulkun, Lo'ak sale para advertir a Payakan, seguido por sus hermanos, Tsireya, Aonung y Rotxo. Encuentran a Payakan perseguido por los balleneros, y Lo'ak, Tsireya y Tuk son capturados por Quaritch. Con sus hijos en peligro, Jake, Neytiri y los Metkayina se disponen a enfrentarse a los humanos. Quaritch obliga a Jake a rendirse, pero al ver a su hermano del alma en peligro, Payakan ataca a los balleneros, desencadenando una lucha que mata a la mayoría de la tripulación y daña gravemente el barco, provocando su hundimiento. Neteyam rescata a Lo'ak, Tsireya y Spider, pero recibe un disparo mortal, provocando que Neteyam muera. Devastados, Jake y Neytiri van a rescatar al resto, donde Neytiri, llena de furia, asesina a todo el equipo de Quaritch, pero rompe su arco por accidente en el proceso. Jake luego se enfrenta a Quaritch, que utiliza a Kiri como rehén. Cuando Neytiri hace lo mismo con Spider, Quaritch niega al principio su relación con él, pero desiste cuando Neytiri corta a Spider en el pecho.
Jake, Quaritch, Neytiri y Tuk acaban atrapados en el interior de la nave dañada que se hunde bajo el mar. Jake estrangula a Quaritch hasta dejarlo inconsciente y es rescatado por Lo'ak y Payakan, y Kiri convoca a criaturas marinas para que la ayuden a salvar a Neytiri y Tuk. Spider encuentra y rescata a Quaritch, pero renuncia a él por su crueldad y se reúne con la familia de Jake. Tras el funeral de Neteyam, Jake informa a Tonowari y Ronal de su decisión de abandonar la Metkayina. Tonowari, sin embargo, lo identifica respetuosamente como parte del clan y da la bienvenida a su familia para que se quede. Antes de jurar seguir luchando contra los invasores humanos, Jake y su familia, aceptan y empiezan una nueva vida en el mar.

## Reparto

### Na'vi / Recombinantes
- Sam Worthington como Jake Sully, un exhumano que se enamoró de Neytiri y se hizo amigo de los Na'vi después de convertirse en parte del programa Avatar. Finalmente se pone de su lado en su conflicto con los humanos y los lleva a la victoria; al final de la primera película, se convierte en el nuevo líder del clan de los Omaticaya (el clan Na'vi central en la historia) y transfiere su mente a su avatar de manera permanente.[26][27]
- Zoe Saldaña como Neytiri, la consorte de Jake, hija del jefe anterior del clan Omaticaya.[26][27]
- CCH Pounder como Mo'at, la líder espiritual del clan de los Omaticaya y la madre de Neytiri.[28][29]
- Stephen Lang como el Coronel Miles Quaritch, un humano que lideró las fuerzas de seguridad de la RDA, la organización humana que colonizó Pandora, entrando en conflicto con los Na'vi. Después de ser asesinado por Neytiri en los eventos de la primera película, la RDA lo resucita como un Recombinante, descritos como "avatares incrustados con los recuerdos de humanos [s]", y busca terminar lo que comenzó, incluyendo vengarse de Jake. Cameron confirmó en 2010 que Lang volvería en las tres primeras secuelas, declarando: "No voy a decir exactamente cómo lo traeremos de regreso, pero es una historia de ciencia ficción después de todo; su personaje se encontrará en lugares realmente inesperados en el arco de nuestra nueva saga de tres películas".[8][9] Más tarde afirmó que Quaritch actuaría como antagonista principal una vez más en las cuatro secuelas.[30] Lang retoma brevemente su personaje humano original en una grabación guardada para ser vista por su recombinante.
- Cliff Curtis como Tonowari, el líder del clan de los Na'vi de los arrecifes, los Metkayina.[31][32]
- Sigourney Weaver como Kiri, la hija adolescente adoptiva de Jake y Neytiri.[33] Weaver apareció originalmente en la primera película como la Dra. Grace Augustine, una humana que toma el lado de los Na'vi y muere durante el conflicto. Aunque tanto Weaver como Cameron confirmaron que volvería en las secuelas, ella declaró en 2014 que no interpretaría el mismo personaje.[34][35][36] Sin embargo sí retoma el personaje de la Dra. Grace en dos momentos: en una grabación que ve su hija, y en un encuentro místico que vive la misma. En diciembre de 2017, Weaver mencionó que tuvo que aprender tanto buceo libre como buceo para la película.[37]
- Jamie Flatters como Neteyam, el hijo mayor de Jake y Neytiri.[38][39]
- Britain Dalton como Lo'ak, el segundo hijo de Jake y Neytiri.[38][39]
- Trinity Bliss como Tuktirey "Tuk", la hija menor de Jake y Neytiri, su única hija biológica.[38][39]
- Bailey Bass como Tsireya "Reya", una grácil y fuerte buceadora libre de los Metkayina, que es hija de Tonowari y Ronal. Es también el interés amoroso de Lo'ak.[38][39]
- Filip Geljo como Aonung, un joven cazador y buzo libre de los Metkayina.[38][39]
- Duane Evans Jr. como Rotxo, un joven cazador y buzo libre de los Metkayina.[38][39]
- Kate Winslet como Ronal, una buceadora libre de los Metkayina, mujer de Tonowari y líder espiritual del clan.[40][41][42][43] Winslet llamó a Ronal "un personaje fundamental en la historia en curso", pero también "relativamente pequeño en comparación con el rodaje largo", ya que filmar todas sus escenas solo tomó un mes.[44] Es la primera vez que la actriz trabajó con captura de movimiento; como la mayoría del elenco infantil, también tuvo que aprender a bucear libremente para la película.[44][43]

### Humanos
- Jack Champion como Miles "Spider" Quaritch Jr., un adolescente nacido en Hell's Gate (la base humana en Pandora en la primera película) que fue rescatado y adoptado por Jake y Neytiri y "prefiere su tiempo en la selva tropical de Pandora". Es el hijo biológico del Coronel Miles Quaritch.[45]
- Joel David Moore como el Dr. Norm Spellman, un exmiembro del Programa Avatar que decidió ponerse del lado de los Na'vi en la primera película.[46]
- Dileep Rao como el Dr. Max Patel, un científico que trabajó en el Programa Avatar y apoya la rebelión de Jake contra la RDA en la primera película.[47]
- Giovanni Ribisi como Parker Selfridge, exadministrador corporativo de la operación minera RDA.[48]
- Edie Falco como la general Frances Ardmore, la comandante a cargo de los intereses de la RDA.[49]
- Brendan Cowell como el Capitán Mick Scoresby, el jefe de una nave ballenera del sector privado en la luna Pandora.[50]
- Jemaine Clement como el Dr. Ian Garvin, biólogo marino.[51]

## Producción

### Desarrollo y preproducción
En el año 2006, Cameron declaró que si Avatar tenía éxito, esperaba hacer dos secuelas de la película. En 2010, luego del estreno de la película el año anterior, dijo que el éxito generalizado de la película confirmó que finalmente haría las secuelas. Las continuaciones fueron originalmente programadas para su lanzamiento en diciembre de 2014 y 2015, respectivamente. Para ello, incluyó ciertas escenas en la primera película para futuros seguimientos de la historia. Cameron planeó rodar las secuelas de forma consecutiva y comenzar a trabajar «una vez que la novela estuviese enganchada». Declaró que las secuelas ampliarían el universo mientras exploraban otras lunas del planeta Polifemo. Se anunció que la primera continuación se centraría en el océano de Pandora y también contaría más de la selva tropical. Cameron tenía la intención de capturar imágenes para esta secuela en el fondo de la Fosa de las Marianas usando un sumergible de aguas profundas. En 2011, el director declaró que recién estaba empezando a diseñar el ecosistema oceánico de Pandora y los otros mundos para incluirlo en la historia. La historia, aunque continuaba el tema ambiental de la primera película, no sería «estridente», ya que la película se concentraría en el entretenimiento, según sus palabras.
Las secuelas fueron confirmadas para continuar siguiendo a los personajes de Jake y Neytiri en diciembre de 2009. Cameron dio a entender que los humanos regresarían como los antagonistas de la historia. En 2011, Cameron declaró su intención de filmar las secuelas a una velocidad de fotogramas más alta que el estándar de la industria de 24 cuadros por segundo, con el fin de agregar un mayor sentido de la realidad. En 2013, Cameron anunció que las secuelas se filmarían en Nueva Zelanda, y que la captura de movimiento se llevaría a cabo en el año 2014. Un acuerdo con el gobierno de Nueva Zelanda requería al menos un estreno mundial en la ciudad de Wellington y al menos $500 millones de dólares neozelandeses (aproximadamente 410 millones de dólares estadounidenses a las tasas de cambio de diciembre de 2013) que se gastarían en actividades de producción en Nueva Zelanda, incluyendo filmación de acción real y efectos visuales. El gobierno de Nueva Zelanda anunció que aumentaría su reembolso de referencia para cine del 15% al 20%, con un 25% disponible para producciones internacionales en algunos casos y un 40% para producciones de Nueva Zelanda (según la definición de la sección 18 de la Comisión Cinematográfica de Nueva Zelanda, Acta 1978).
En 2012, Cameron mencionó una posible tercera secuela por primera vez; este proyecto fue confirmado oficialmente al año siguiente. Cameron estaba buscando lanzar Avatar 2 en 2015, pero más tarde ese año la producción fue reprogramada para el 2014, para que la cinta se lanzara en diciembre de 2016, seguida de las secuelas en 2017 y 2018. Para 2015, las fechas programadas para las secuelas se retrasaron un año más, y se esperaba que la primera secuela se estrenase en diciembre de 2017; esto se debió al proceso de escritura, que Cameron llamó "un trabajo complejo". El mes siguiente, Fox anunció una nueva demora en el proyecto. En junio de 2015, James Horner, quien había sido contratado para escribir música para la franquicia, murió en un accidente aéreo. A partir de febrero de 2016, la producción de las secuelas estaba programada para comenzar en abril de 2016 en Nueva Zelanda.
En abril de 2016, Cameron anunció en la CinemaCon que habría cuatro secuelas de Avatar, todas las cuales se filmarían simultáneamente, con fechas de lanzamiento para diciembre, respectivamente. A finales de octubre de 2016, se informó que Cameron iba a presionar por el "3D sin gafas" con las secuelas, pero luego estuvo en desacuerdo con estos rumores y no pensó que la tecnología estaría allí, todavía. En marzo de 2017, Cameron reveló que Avatar 2 no se lanzaría en 2018, como se creía originalmente. El 27 de abril de 2017, se anunciaron nuevas fechas de lanzamiento de las cuatro secuelas: Avatar 2, Avatar 3, Avatar 4 y Avatar 5. Las películas se lanzarían en Dolby Vision. Aun así, en mayo de 2019, Disney informó de nuevos retrasos. 
El 24 de julio de 2020, Disney dio a conocer nuevas fechas debido a la pandemia de coronavirus:
1. Avatar 2 - 16 de diciembre de 2022
2. Avatar 3 - 20 de diciembre de 2024
3. Avatar 4 - 18 de diciembre de 2026
4. Avatar 5 - 22 de diciembre del 2028

Los nuevos miembros del equipo de filmación incluían al director de fotografía Russell Carpenter, que había trabajado con Cameron en True Lies y Titanic, y Aashrita Kamath, que actuaría como directora de arte en las cuatro secuelas. Kirk Krack, fundador de Performance Freediving International, trabajó como entrenador de buceo libre para el elenco y el equipo para las escenas submarinas.
Cuando se le preguntó acerca de las demoras en la publicación de la película y sus secuelas, Cameron afirmó:

"No los llamaría retrasos. Fue muy optimista que pudiéramos comenzar rápidamente hasta que se escriban los guiones. Si no hay guiones, no hay nada, ¿verdad? las secuencias de comandos tardaron cuatro años. Puedes llamar a eso una demora, pero no es realmente una demora porque desde el momento en que pulsamos el botón para realmente hacer las películas [hasta ahora], estamos haciendo clic perfectamente. Estamos muy bien. Debido a todo el tiempo que tuvimos que desarrollar el sistema y la tubería y todo eso. No estábamos perdiendo el tiempo, lo estábamos poniendo en el desarrollo y diseño de la tecnología. Entonces, cuando todos los guiones fueron aprobados, todo fue diseñado. Cada personaje, cada criatura, cada escenario. De una manera divertida fue en beneficio de la película porque el equipo de diseño tuvo más tiempo para trabajar... La mayoría de los actores, los directores clave, han leído los cuatro guiones, por lo que saben exactamente cuáles son los arcos de sus personajes, saben a dónde van, saben cómo modular su arco ahora en las dos primeras películas".

Reconoció que "si Avatar 2 y 3 no ganan suficiente dinero, no habrá 4 y 5", pero se mostró optimista de que los retrasos no dañarían el éxito de las películas, comparándolo con sus películas Terminator 2: Judgment Day y Aliens, que fueron ambas secuelas comercialmente exitosas lanzadas siete años después de sus películas originales.

### Guion
En 2012, Cameron declaró que las secuelas se escribían como "historias separadas que tienen un arco general que incluye la primera película", y la segunda tiene una conclusión clara en lugar de un suspenso para la próxima película. Los guionistas también fueron anunciados: Josh Friedman para la primera secuela, Rick Jaffa y Amanda Silver para la segunda y Shane Salerno para la tercera. En abril de 2014, Cameron esperaba terminar las entonces tres secuencias de comandos dentro de las seis semanas, indicando que las tres secuelas estarían en producción simultáneamente y que aún estaban programadas para diciembre de 2016 a las versiones de 2018. Afirmó que aunque Friedman, Jaffa, Silver y Salerno escribían una secuela con él, al principio todos trabajaron juntos en los tres guiones: "No asigné a cada escritor qué película iban a trabajar hasta que el último día. Sabía que si les asignaba sus guiones antes de tiempo, se desconectarían cada vez que estuviéramos hablando de la otra película". Cameron agregó que habían "resuelto cada latido de la historia en las tres películas para que todo se relacione como una, una especie de saga de tres películas", un proceso creativo inspirado en sus experiencias en el cine y en la sala de escritura de su serie de televisión Dark Angel.
La redacción tomó más tiempo de lo esperado, lo que llevó a Cameron a verse obligado a retrasar el lanzamiento de las películas aún más en 2015. En diciembre de ese año, afirmó que estaba "en el proceso de hacer otro pase a través de los tres guiones... Sólo el proceso de diseño está muy maduro en este punto. Hemos estado diseñando durante aproximadamente un año y medio. Todos los personajes, escenarios y criaturas están prácticamente [configurados]".
El 11 de febrero de 2017, Cameron anunció que la redacción de las cuatro secuelas estaba completa. En una entrevista el 26 de noviembre del mismo año, estimó que los guiones habían tardado cuatro años en escribirse en general.
Comparando los temas de las secuelas con la cinta original, Cameron declaró que "será una extensión natural de todos los temas, y los personajes y las corrientes espirituales subyacentes. Básicamente, si amas la primera película, te encantarán estas películas, y si la odias, probablemente odiarás estas. Si te encantó en ese momento, y luego dijiste que la odiabas, probablemente las amarás". Más tarde comparó las secuelas con la franquicia de El Padrino, llamándola "una saga familiar generacional [...] Es una continuación de los mismos personajes, pero lo que sucede cuando los guerreros, dispuestos a ir por acusaciones de suicidio y saltar por los acantilados en las espaldas de los grandes Toruks de color naranja, crecen y tienen sus propios hijos. Ahora los niños son los que cambian. Es interesante".

### Reparto
Sam Worthington y Zoe Saldaña fueron confirmados en enero de 2010 para repetir sus papeles en las secuelas. Más tarde ese año, Cameron confirmó que Sigourney Weaver y Stephen Lang también regresarían a pesar de la desaparición de sus personajes humanos. Cameron también declaró que Weaver aparecería en las tres secuelas (la cuarta no estaba planeada en ese momento) y que su personaje, Grace Augustine, estaría vivo. En marzo de 2015, sin embargo, Weaver dijo que interpretaría a un nuevo personaje en la próxima película. En septiembre de 2015, Michelle Rodriguez declaró que a diferencia de Weaver y Lang, cuyos personajes también habían muerto en la primera película, ella no regresaría en Avatar 2.
Varios anuncios de miembros nuevos del elenco se hicieron en 2017, con Joel David Moore, CCH Pounder y Matt Gerald confirmados para regresar para la secuela. Los anunciados como nuevos miembros del reparto incluyeron a Oona Chaplin, cuyo personaje, Varang, fue descrito como "un personaje central fuerte y vibrante que abarca toda la saga de las secuelas", y Cliff Curtis como Tonowari, el líder del clan Na'vi del arrecife, llamado Metkayina.
El 23 de septiembre de 2017, se reveló que el actor filipino Filip Geljo había sido contratado en un papel no divulgado. El 27 de septiembre de ese año, siete niños actores fueron confirmados como parte del reparto principal, incluidos Jamie Flatters, Britain Dalton y Trinity Bliss como los hijos de Jake y Neytiri; Filip Geljo, Bailey Bass y Duane Evans Jr. como miembros de Metkayina (junto con Curtis), y Jack Champion, el único que actúa en su versión en vivo, como un humano nacido en Pandora. Más tarde, Cameron declaró que el elenco de niños había sido entrenado durante seis meses para prepararse para las escenas submarinas filmadas con captura de movimiento, y que todos podían contener la respiración "en el rango de dos a cuatro minutos", incluso Trinity Bliss, que tenía siete años, y que eran "perfectamente capaces de actuar bajo el agua, con mucha calma mientras contenían la respiración".
El 3 de octubre de 2017, se informó que Kate Winslet, quien protagonizó la película de Cameron Titanic (1997), se había unido al elenco de Avatar 2, y posiblemente sus secuelas. Cameron comentó: "Kate y yo habíamos estado buscando algo que hacer juntos durante 20 años, desde nuestra colaboración en Titanic, que fue una de las más gratificantes de mi carrera", y agregó que su personaje se llamaba Ronal. Aunque la naturaleza de su personaje era originalmente desconocida, Cameron declaró al mes siguiente que Ronal era "parte del pueblo del mar, la gente del arrecife", en referencia al clan Na'vi Metkayina. Al igual que el elenco infantil, Winslet tuvo que aprender buceo libre para la película, e incluso llegó a romper un récord de contener la respiración bajo el agua al estar sumergida por más de siete minutos. Winslet, que se había mostrado renuente a trabajar nuevamente con Cameron debido a las complicadas situaciones en las que coloca a sus actores para sus escenas, afirmó que Cameron le propuso el papel en julio de 2017 cuando acudió a ayudarla y a su compañero de Titanic, Leonardo DiCaprio, en una recaudación de fondos en Francia, enviándole los guiones poco después. Comentó que su papel era "relativamente pequeño en comparación con el rodaje largo", ya que solo tendría un mes de filmación, pero que también era "un personaje fundamental en la historia en curso".
El 13 de octubre de 2017, se anunció que Giovanni Ribisi repetiría su papel de Parker Selfridge de la primera película en las cuatro próximas películas de Avatar. El 25 de enero de 2018, Dileep Rao fue confirmado para regresar como el Dr. Max Patel.

### Rodaje
Avatar 2 había iniciado la producción y comenzó los rodajes preliminares el 15 de agosto de 2017, con Manhattan Beach, California, como el principal lugar de rodaje.
El rodaje oficial comenzó el 25 de septiembre de 2017, simultáneamente con el de Avatar 3. Como Sigourney Weaver reveló más tarde en noviembre de ese año, el rodaje tuvo que moverse para permitirle filmar un cameo en el final de la octava temporada de la serie británica Doc Martin.
El 23 de noviembre del mismo año, Cameron declaró que el equipo había estado realizando pruebas con el elenco durante el último mes para filmar escenas subacuáticas con captura de movimiento, y que lograron filmar la primera de dichas escenas el 14 de noviembre, presentando a seis de sus siete principales actores secundarios, incluyendo Trinity Bliss. El director afirmó: "Estamos obteniendo datos realmente buenos, movimientos de personajes hermosos y una gran captura de movimiento facial. Básicamente, hemos descifrado el código". Dijo además que las pruebas durarían hasta enero de 2018, ya que "todavía estamos trabajando en nuestro pequeño tanque de prueba. Nos graduamos a nuestro gran tanque en enero". Era "una escena de diálogo", ya que según Cameron, los personajes se comunican a través de "una especie de lenguaje de señas". El 30 de abril de 2018, Winslet afirmó que tenía "solo un par de días" de rodaje por hacer.
En mayo de 2018, Zoe Saldaña afirmó que el rodaje estaba "a medio camino hecho" y que el equipo estaba "a punto de finalizar" la producción de captura de movimiento (en la segunda y la tercera película), y que luego de eso entrarían directamente a la producción para la parte de acción real que rodaran durante seis meses en Nueva Zelanda.
El 28 de septiembre de 2020, Cameron anunció que el rodaje de la secuela había terminado y aclaraba el estado de la tercera parte.

### Efectos visuales
El 31 de julio de 2017, se anunció que Weta Digital había comenzado a trabajar en las secuelas de Avatar.
Esta secuela cuenta con escenas submarinas filmadas realmente bajo el agua con el elenco, usando una mezcla de filmación subacuática con captura de movimiento. Siendo esto algo nunca antes logrado, el equipo tardó un año y medio en desarrollar un nuevo sistema de captura de movimiento, con Cameron afirmando: "Nunca se ha hecho antes y es muy complicado porque nuestro sistema de captura de movimiento, como la mayoría de los sistemas de captura de movimiento, es lo que llaman base óptica, lo que significa que utiliza marcadores que se fotografían con cientos de cámaras, el agua no es la parte submarina, sino la interfaz entre el aire y el agua, que forma un espejo en movimiento. Ese espejo en movimiento refleja todos los puntos y marcadores, y crea un montón de marcadores falsos. Es un poco como un avión de combate, [al que se puede] tirar un montón de paja para confundir el sistema de radar de un misil. Crea miles de objetivos falsos, así que hemos tenido que ver cómo solucionar ese problema, lo cual hicimos. Básicamente, cada vez que agregas agua a cualquier problema, simplemente se vuelve diez veces más difícil. Por lo tanto, hemos lanzado una gran cantidad de caballos de fuerza, innovación, imaginación y nueva tecnología en el problema, y nos ha tomado alrededor de un año y medio para descubrir cómo vamos a hacerlo". El desarrollo fue tan innovador que incluso tuvo aplicaciones médicas en el diagnóstico de enfermedades motoras.
Cameron afirmó que existía la posibilidad de que la película se mostrara en "3D sin gafas", aunque no aseguró que no era algo del todo seguro. De suceder, hubiera sido la primera película en lograrlo en la historia del cine.

## Promoción
Steven Gould fue contratado para escribir cuatro novelas basadas en las cuatro secuelas de Avatar, comenzando con Avatar 2.
Después de que varios medios compartieran rumores de títulos potenciales para las secuelas de Avatar, incluido Avatar: The Way of Water para Avatar 2, Cameron confirmó que los títulos mencionados estaban «entre los títulos que están en consideración, pero aún no se han tomado decisiones finales». El primer avance debutó en la CinemaCon de 2022, y se lanzó junto al estreno de Doctor Strange in the Multiverse of Madness el 6 de mayo de 2022. El 30 de abril de 2022, se revelaron cuatro imágenes que mostraban las aventuras de los Na'vi dentro y fuera de las costas de Pandora. El título se anunció oficialmente en la CinemaCon de 2022 y el avance se lanzó en línea el 9 de mayo de 2022. El avance finalizó su primera muestra en línea de 24 horas con 148,6 millones de visitas, incluidas 23 millones solo en China, según Disney y 20th Century. Empire publicó nuevas fotos el 30 de junio de 2022, mostrando a Kate Winslet en su forma de Na'vi. Luego se publicaron más imágenes, donde aparecía Sigourney Weaver interpretando a la hija adolescente adoptada de Jake y Neytiri, Kiri.

## Lanzamiento
Avatar: The Way of Water tuvo su estreno mundial el 6 de diciembre de 2022 en el Odeon Leicester Square de Londres, y se estrenó el 16 de diciembre de 2022 en Estados Unidos y Canadá, distribuida por 20th Century Studios. La película se estrenó en formatos RealD 3D, Dolby Cinema, IMAX e IMAX 3D.
El 15 de mayo de 2023, Disney anunció que Avatar: The Way of Water se estrenaría el 7 de junio de 2023 en la plataforma Disney+.

## Recepción

### Taquilla
Hasta el 19 de mayo de 2023, Avatar: The Way of Water había recaudado 684 millones de dólares en Estados Unidos y Canadá, y 1636 millones de dólares en otros territorios, para un total mundial de 2320 millones de dólares. Es la película más taquillera de 2022.
Una semana antes del estreno de la película en Estados Unidos, el 16 de diciembre de 2022, Boxoffice Pro preveía un fin de semana de estreno en Norteamérica de 167-192 millones de dólares, y preveía que la película recaudaría entre 662 y 861 millones de dólares en total. La película recaudó 17 millones de dólares en los preestrenos del jueves por la noche. Tuvo un fin de semana de estreno de 134 millones de dólares en Estados Unidos y Canadá.

### Respuesta crítica
La película obtuvo una respuesta altamente positiva de la mayoría de la crítica cinematográfica, llegando a obtener un histórico 96% en Rotten Tomatoes durante las dos primeras semanas del estreno, destacando que su parte emocional estaba muy por encima de su excelente parte visual. Según el sitio web agregador de reseñas Rotten Tomatoes, el 76 % de las 449 reseñas de los críticos fueron positivas, con una puntuación media de 7.1/10. El consenso del sitio web dice: «Desde el punto de vista narrativo, puede que sea bastante estándar, pero desde el punto de vista visual, Avatar: The Way of Water es una experiencia de inmersión asombrosa». Metacritic, que utiliza una media ponderada, asignó a la película una puntuación de 67 sobre 100, basada en 68 reseñas, lo que indica "reseñas generalmente favorables".
El crítico de ReelViews, James Berardinelli, calificó The Way of Water de "impresionante", afirmando que "puede que no sea la película más intrincada o intelectualmente rigurosa, pero ejemplifica lo que significa 'cinematográfico' hoy día". En términos visuales, Berardinelli declaró que "nunca sería capaz de describir adecuadamente el salto adelante que supone The Way of Water" y que "es lo más parecido a la realidad virtual que se puede obtener en una sala de cine". En cuanto a la trama, Berardinelli afirma que "la narración en general tiene una cualidad familiar", pero que "el argumento es suficientemente atractivo y todos los personajes tienen arcos argumentales". El crítico del New York Post, Johnny Oleksinski, dijo que The Way of Water es "tan visualmente estimulante y arrolladoramente narrada como su predecesora", con una trama "más vigorosa emocionalmente" y "un desarrollo de personajes y un drama más fuertes" y que "una vez más saldrás [del cine] con los ojos estrellados e incrédulo por lo que acabas de ver". El crítico de Slant Magazine, Keith Uhlich, alabó la "auténtica emoción que proporciona su espectáculo pionero", al tiempo que señalaba "la perversidad de predicar una huella [medioambiental] pequeña con una producción tan desmesuradamente grande". El crítico de Variety, Owen Gleiberman, elogió la película como una "secuela vertiginosamente espectacular" con secuencias de combate "milagrosamente sostenidas", "escenas que harán que se te salten los ojos, te dé vueltas la cabeza y se te acelere el alma" y "3D de última generación (nunca en tu cara, solo imágenes que parecen y se sienten esculpidas) haciendo que cada deslizamiento submarino de la película se sienta tan experiencial como uno en el que estás literalmente". Por otra parte, Gleiberman consideró que la historia es "básica", con una "retahíla de clichés útiles", "diálogos simples" y poca dimensionalidad de los personajes. El crítico de The Atlantic, David Sims, dijo que la película sorprendería al público y mostraría "nuevos encantos... en el mundo alienígena de Pandora", al tiempo que señaló que la película tiene un comienzo lento que está "ocupado con detalles de la trama, ya que la película pone al día al público sobre la última década de la vida en Pandora". La crítica de Entertainment Weekly, Leah Greenblatt, resumió su crítica de The Way of Water diciendo que "ha creado su propia realidad integral, una meticulosa construcción de mundos tan asombrosa y envolvente como cualquier otra cosa que hayamos visto en pantalla... hasta que se pase esa corona, inevitablemente, en diciembre de 2024, fecha prevista para el estreno de Avatar 3". Davide Secchi de Moviemag.it en su artículo crítico dice: "James Cameron vuelve a ganar su apuesta, que es dejar siempre sin aliento a la audiencia y sumergirla en un mundo del que nunca querrían salir".
Por el contrario, el crítico de The Guardian, Peter Bradshaw, criticó la "trama mordazmente sosa" y señaló que, a pesar del cambio de escenario, "no hay ni una sola imagen visual interesante". El crítico del San Francisco Chronicle, Mick LaSalle, la calificó de "historia de una hora de duración metida en un saco de 192 minutos", al tiempo que reconocía que "se ve muy bien", incorporando "uno de los mejores usos del 3D hasta la fecha, con efectos visuales que parecen haber sido concebidos en tres dimensiones". Robbie Collin, crítico de The Telegraph, comentó que la película "no tiene argumento, no hay nada en juego y los diálogos son atroces" y que "a pesar de toda la expansión de su construcción de mundos, The Way of Water es una experiencia que estrecha el horizonte; el triste espectáculo de un gran cineasta dando marcha atrás en un callejón sin salida creativo".

## Premios y nominaciones
| Premio                                                            | Fecha                   | Categoría                                                     | Nominado(s)                                                                                               | Resultado | Ref.            |
| ----------------------------------------------------------------- | ----------------------- | ------------------------------------------------------------- | --- | --------- | --------------- |
| Premios AACTA                                                     | 24 de febrero de 2023   | Mejor película                                                | Avatar: The Way of Water                                                                                  | Ganadora  | [ 127 ]         |
| Premios AACTA                                                     | 24 de febrero de 2023   | Mejor director                                                | James Cameron                                                                                             | Nominado  | [ 127 ]         |
| AARP Movies for Grownups Awards                                   | 28 de enero de 2023     | Mejor director                                                | James Cameron                                                                                             | Nominado  | [ 128 ]         |
| American Film Institute Awards                                    | 9 de diciembre de 2022  | Top 10 Películas del Año                                      | Avatar: The Way of Water                                                                                  | Ganadora  | [ 129 ]         |
| Premios Black Reel                                                | 6 de febrero de 2023    | Mejor interpretación de voz                                   | Zoe Saldaña                                                                                               | Ganadora  | [ 130 ]         |
| Premios de la Asociación de Críticos de Cine de Chicago           | 14 de diciembre de 2022 | Mejor dirección de arte/diseño de producción                  | Avatar: The Way of Water                                                                                  | Nominada  | [ 131 ] [ 132 ] |
| Premios de la Asociación de Críticos de Cine de Chicago           | 14 de diciembre de 2022 | Mejor uso de efectos visuales                                 | Avatar: The Way of Water                                                                                  | Nominada  | [ 131 ] [ 132 ] |
| Premios de la Crítica Cinematográfica                             | 15 de enero de 2023     | Mejor película                                                | Avatar: The Way of Water                                                                                  | Nominada  | [ 133 ]         |
| Premios de la Crítica Cinematográfica                             | 15 de enero de 2023     | Mejor director                                                | James Cameron                                                                                             | Nominado  | [ 133 ]         |
| Premios de la Crítica Cinematográfica                             | 15 de enero de 2023     | Mejor fotografía                                              | Russell Carpenter                                                                                         | Nominado  | [ 133 ]         |
| Premios de la Crítica Cinematográfica                             | 15 de enero de 2023     | Mejor montaje                                                 | Stephen Rivkin, David Brenner, John Refoua y James Cameron                                                | Nominados | [ 133 ]         |
| Premios de la Crítica Cinematográfica                             | 15 de enero de 2023     | Mejor diseño de producción                                    | Dylan Cole, Ben Procter y Vanessa Cole                                                                    | Nominados | [ 133 ]         |
| Premios de la Crítica Cinematográfica                             | 15 de enero de 2023     | Mejores efectos visuales                                      | Avatar: The Way of Water                                                                                  | Ganadora  | [ 133 ]         |
| Premios de la Asociación de Críticos de Cine de Dallas-Fort Worth | 19 de diciembre de 2022 | Mejor fotografía                                              | Russell Carpenter                                                                                         | Ganador   | [ 134 ]         |
| Florida Film Critics Circle Awards                                | 21 de diciembre de 2022 | Mejores efectos visuales                                      | Avatar: The Way of Water                                                                                  | Ganadora  | [ 135 ]         |
| Premios Globo de Oro                                              | 10 de enero de 2023     | Mejor película dramática                                      | Avatar: The Way of Water                                                                                  | Nominada  | [ 136 ]         |
| Premios Globo de Oro                                              | 10 de enero de 2023     | Mejor director                                                | James Cameron                                                                                             | Nominado  | [ 136 ]         |
| Golden Trailer Awards                                             | 6 de octubre de 2022    | Mejor aventura de fantasía                                    | "The Beginning" (JAX)                                                                                     | Nominados | [ 137 ]         |
| Golden Trailer Awards                                             | 6 de octubre de 2022    | Mejor banda sonora                                            | "The Beginning" (JAX)                                                                                     | Nominado  | [ 137 ]         |
| Premios de la Asociación de Críticos de Hollywood                 | 24 de febrero de 2023   | Mejor película                                                | Avatar: The Way of Water                                                                                  | Nominada  | [ 138 ]         |
| Premios de la Asociación de Críticos de Hollywood                 | 24 de febrero de 2023   | Mejor director                                                | James Cameron                                                                                             | Nominada  | [ 138 ]         |
| Premios de la Asociación de Críticos de Hollywood                 | 24 de febrero de 2023   | Mejor interpretación de voz o captura de movimiento           | Zoe Saldaña                                                                                               | Nominada  | [ 138 ]         |
| Hollywood Critics Association Creative Arts Awards                | 17 de febrero de 2023   | Mejor fotografía                                              | Russell Carpenter                                                                                         | Nominado  | [ 139 ]         |
| Hollywood Critics Association Creative Arts Awards                | 17 de febrero de 2023   | Mejor diseño de producción                                    | Dylan Cole, Ben Procter y Vanessa Cole                                                                    | Nominados | [ 139 ]         |
| Hollywood Critics Association Creative Arts Awards                | 17 de febrero de 2023   | Mejor sonido                                                  | Christopher Boyes, Gwendolyn Yates Whittle, Dick Bernstein, Gary Summers, Michael Hedges y Julian Howarth | Nominados | [ 139 ]         |
| Hollywood Critics Association Creative Arts Awards                | 17 de febrero de 2023   | Mejores efectos visuales                                      | Joe Letteri, Richard Baneham, Eric Saindon y Daniel Barrett                                               | Ganadores | [ 139 ]         |
| Premios de la Asociación de Críticos de Hollywood                 | 1 de julio de 2022      | Película más anticipada                                       | Avatar: The Way of Water                                                                                  | Nominado  | [ 140 ] [ 141 ] |
| Hollywood Music in Media Awards                                   | 16 de noviembre de 2022 | Mejor banda sonora en una película de ciencia ficcón/fantasía | Simon Franglen                                                                                            | Ganador   | [ 142 ]         |
| Hollywood Music in Media Awards                                   | 16 de noviembre de 2022 | Mejor canción original en una película                        | Simon Franglen y Zoe Saldaña por "Song Chord"                                                             | Nominados | [ 142 ]         |
| Hollywood Music in Media Awards                                   | 16 de noviembre de 2022 | Mejor canción/banda sonora en un tráiler                      | Simon Franglen por "Trailer"                                                                              | Nominado  | [ 142 ]         |
| Premios de la Asociación de Críticos de Cine de Los Ángeles       | 11 de diciembre de 2022 | Mejor diseño de producción                                    | Dylan Cole y Ben Proctor                                                                                  | Ganadores | [ 143 ]         |
| National Board of Review Awards                                   | 8 de diciembre de 2022  | Top 10 Películas más Destacadas                               | Avatar: The Way of Water                                                                                  | Ganadora  | [ 144 ]         |
| Premios de los Críticos de Cine de Nueva York en Línea            | 11 de diciembre de 2022 | Top 10 Películas del Año                                      | Avatar: The Way of Water                                                                                  | Ganadora  | [ 145 ]         |
| Premios Satellite                                                 | 11 de febrero de 2023   | Mejor película dramática                                      | Avatar: The Way of Water                                                                                  | Nominada  | [ 146 ]         |
| Premios Satellite                                                 | 11 de febrero de 2023   | Mejor director                                                | James Cameron                                                                                             | Ganador   | [ 146 ]         |
| Premios Satellite                                                 | 11 de febrero de 2023   | Mejor fotografía                                              | Russell Carpenter                                                                                         | Nominado  | [ 146 ]         |
| Premios Satellite                                                 | 11 de febrero de 2023   | Mejor dirección de arte y diseño de producción                | Dylan Cole y Ben Procter                                                                                  | Nominados | [ 146 ]         |
| Premios Satellite                                                 | 11 de febrero de 2023   | Mejor sonido (edición y mezcla)                               | Dick Bernstein, Christopher Boyes, Michael Hedges, Julian Howarth, Gary Summers y Gwendolyn Yates Whittle | Nominados | [ 146 ]         |
| Premios Satellite                                                 | 11 de febrero de 2023   | Mejores efectos visuales                                      | Richie Baneham, Dan Barrett, Joe Letteri y Eric Saindon                                                   | Ganadores | [ 146 ]         |
| Premios de la Asociación de Críticos de Cine de San Luis          | 18 de diciembre de 2022 | Mejor película de acción                                      | Avatar: The Way of Water                                                                                  | Nominada  | [ 147 ] [ 148 ] |
| Premios de la Asociación de Críticos de Cine de San Luis          | 18 de diciembre de 2022 | Mejores efectos visuales                                      | Joe Letteri, Richard Baneham, Eric Saindon y Daniel Barrett                                               | Ganadores | [ 147 ] [ 148 ] |
| Premios de la Asociación de Críticos de Cine de San Luis          | 18 de diciembre de 2022 | Mejor diseño de producción                                    | Dylan Cole y Ben Procter                                                                                  | Nominados | [ 147 ] [ 148 ] |
| Washington D. C. Area Film Critics Association Awards             | 12 de diciembre de 2022 | Mejor interpretación con captura de movimiento                | Sam Worthington                                                                                           | Nominado  | [ 149 ]         |
| Washington D. C. Area Film Critics Association Awards             | 12 de diciembre de 2022 | Mejor interpretación con captura de movimiento                | Sigourney Weaver                                                                                          | Nominada  | [ 149 ]         |
| Washington D. C. Area Film Critics Association Awards             | 12 de diciembre de 2022 | Mejor interpretación con captura de movimiento                | Zoe Saldaña                                                                                               | Ganadora  | [ 149 ]         |
| Premios Óscar                                                     | 12 de marzo de 2023     | Mejor película                                                | James Cameron y Jon Landau (Productores)                                                                  | Nominados | [ 150 ]         |
| Premios Óscar                                                     | 12 de marzo de 2023     | Mejor diseño de producción                                    | Dylan Cole y Ben Procter (diseño de producción) y Vanessa Cole (escenografía)                             | Nominados | [ 150 ]         |
| Premios Óscar                                                     | 12 de marzo de 2023     | Mejor sonido                                                  | Julian Howarth, Gwendolyn Yates Whittle, Dick Bernstein, Christopher Boyes, Gary Summers y Michael Hedges | Nominados | [ 150 ]         |
| Premios Óscar                                                     | 12 de marzo de 2023     | Mejores efectos visuales                                      | Joe Letteri, Richard Baneham, Eric Saindon y Daniel Barrett                                               | Ganadores | [ 150 ]         |

## Secuelas
Avatar 2 es la primera de cuatro secuelas planificadas para Avatar; Avatar 3 comenzó a filmarse simultáneamente con Avatar 2 en Nueva Zelanda el 25 de septiembre de 2017. Las estrellas de Avatar 2, Sam Worthington, Zoe Saldaña, Stephen Lang, Sigourney Weaver, CCH Pounder, Cliff Curtis, Giovanni Ribisi, Joel David Moore, Dileep Rao, Matt Gerald y Oona Chaplin, fueron anunciadas para formar parte de Avatar 3.
Se programó que Avatar 4 y 5 empezasen a rodarse tan pronto como se terminasen Avatar 2 y 3, así como que Avatar 4 se filmase en partes en Estonia debido a los paralelos que Cameron dibujó entre la primera película de Avatar y dicha cultura.
Aunque las dos últimas secuelas fueron programadas, Cameron declaró en una entrevista el 26 de noviembre de 2017: "Seamos realistas, si Avatar 2 y 3 no ganan suficiente dinero, no habrá una 4 y 5". El miembro del reparto David Thewlis confirmó más tarde, en febrero de 2018, que "están haciendo 2 y 3, que van a ver si la gente va a verlas, y luego van a hacer 4 y 5".
El 16 de junio de 2023, tras el estreno previo de Avatar: The Way of Water, Disney anunció las fechas de las siguientes tres entregas:
1. Avatar 3 el 19 de diciembre de 2025.
2. Avatar 4 el 21 de diciembre de 2029.
3. Avatar 5 el 19 de diciembre de 2031.

## Controversias
Asociaciones de activistas de pueblos indígenas americanos acusaron a la película de apropiación cultural, por lo que llamaron a boicotear el estreno de la película.